# Akademischer SV Dresden
Der Akademische Sportverein Dresden war ein Sportverein aus Dresden, der 1897 gegründet und nach dem Zweiten Weltkrieg aufgelöst wurde. Besonders bekannt war der Verein zunächst für seine Hockey-, Bandy- und Eishockeymannschaften, später auch für Leichtathletik und Tennis.

## Geschichte
Der Akademische Sport-Verein 1897 wurde am 4. März 1897 von Studenten der damaligen Königlich-Sächsischen Technischen Hochschule gegründet. Der Verein setzte sich vorwiegend aus Studenten aus Deutschland, Skandinavien (Norwegen und Finnland), England und Mitgliedern der Dresdner Gesellschaft zusammen. Die damaligen Vereinsfarben waren Blau und Schwarz mit goldenem Rand. Zu den damals betriebenen Sportarten gehörten neben Tennis zunächst Bahnreiten, Schießen und Hallenradsport. Der Verein organisierte bald das 1. Akademische Lawn-Tennisturnier Dresden.
Ab 1905 gab es Bestrebungen meist englischer Studenten, den Hockeysport im Verein auszuüben. Sie erhielten jedoch keine Unterstützung von anderen, vor allem an gesellschaftlichen Vergnügungen interessierten, Mitgliedern des Vereins.

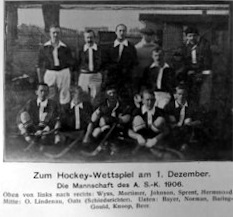
Mannschaft des ASC Dresden im Dezember 1907

1906 traten die Mitglieder, die Hockey befürworteten, aus dem ASV aus und gründeten den Akademischen Sportclub 1906. Die Vereinsfarben des ASC waren Grün und Weiß. Noch im gleichen Jahr trat der ASC mit einer Hockey-Mannschaft gegen die damals führenden Berliner und Hamburger Mannschaften an. Auch im Tennis übertrafen die ASC-Mitglieder bald die Leistungen des alten ASV. Trotzdem blieb der ASV Veranstalter des Internationalen Tennisturniers Dresden. 1908 mietete der ASC eine Wohnung in der Schnorrstraße, die bis 1924 den gesellschaftlichen Mittelpunkt inklusive Mittagsversorgung des Clubs bildete. Spielstätten der beiden Vereine befanden sich in dieser Zeit auf der Wiener Straße (ASC, Hockey und Tennis) und Reichenbachstraße (ASC, Tennis) sowie der George-Bähr-Straße (ASV, Tennis).

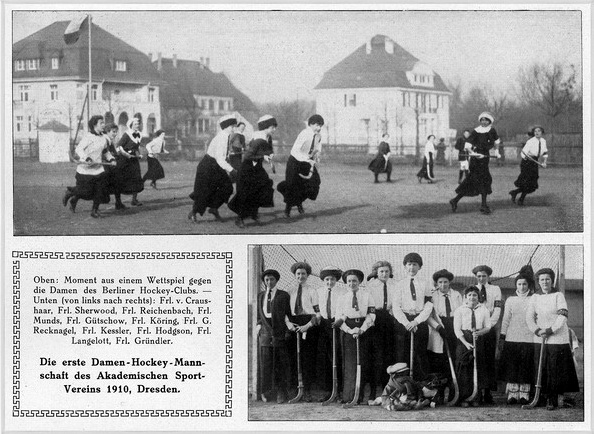
Die Damenmannschaft gegen den Berliner HC (1910er Jahre)

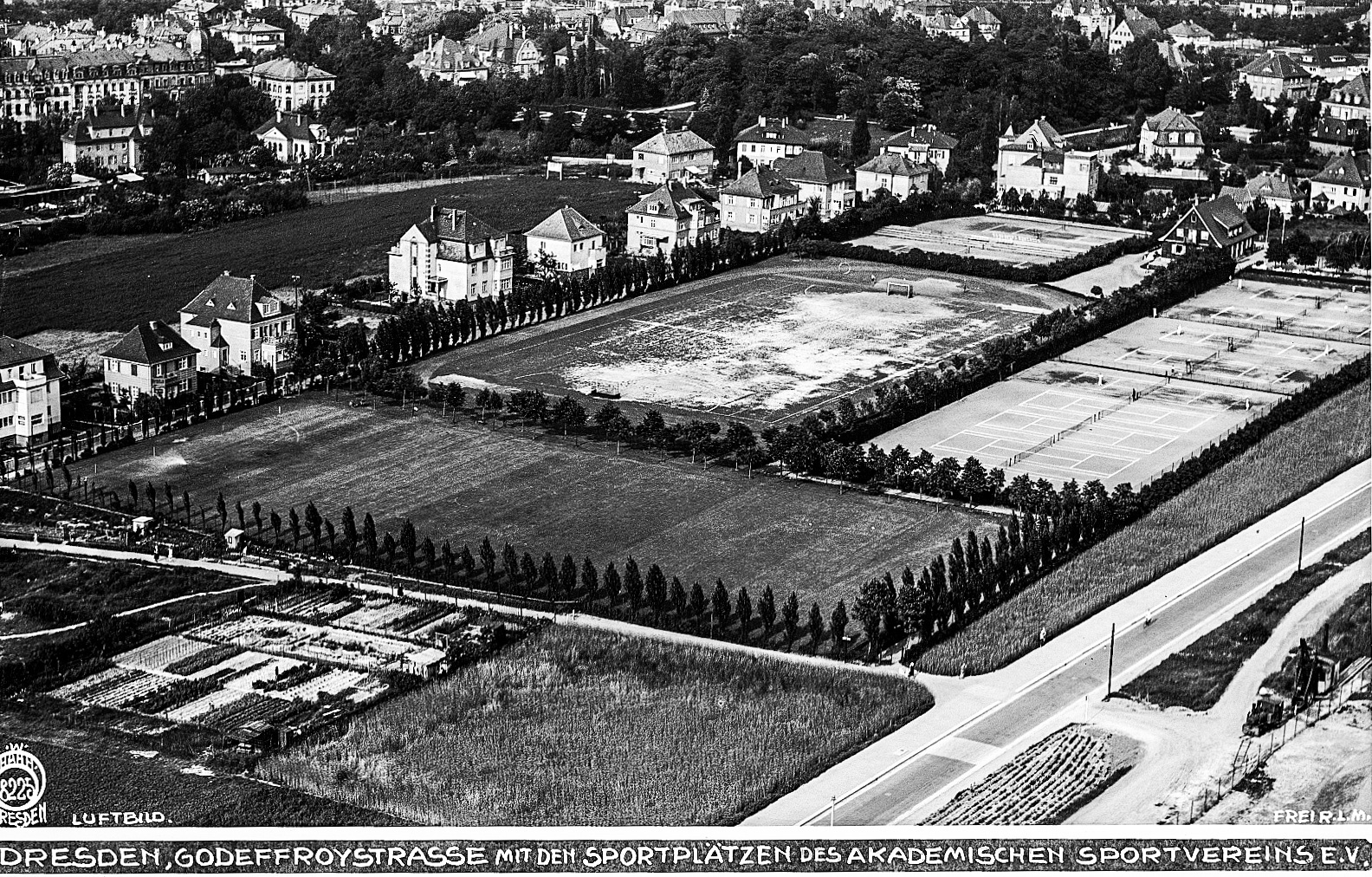
Sportplätze des ASV an der Godeffroystraße, im Vordergrund der Zellesche Weg (1932)

Aufgrund wachsender Konkurrenz akademischer Vereine wie schlagender Verbindungen, Burschenschaften und Corps bahnte sich 1910 eine Wiedervereinigung der beiden Vereine an. Am 11. März 1910 wurde der Zusammenschluss der beiden Vereine im Hotel Continental durch die beiden Vorsitzenden Richard Bayer vom ASC 1906 und Bruno Spies vom ASV 1897 besiegelt. Während der Name vom Ursprungsverein übernommen wurde, ersetzten die Farben des Sportclubs (Grün-Weiß) das Blau-Schwarz des ASV. Weiterhin bestand der Verein vor allem aus in Dresden immatrikulierten Studenten, von denen sehr viele aus der Schweiz, skandinavischen Ländern und England stammten. 1924 wurde eine eigene Sportanlage am Zelleschen Weg fertig gestellt, die aus einem kleinen Clubhaus, acht Tennisplätzen und einem Fußballplatz, zwei Hockeyplätzen, einer Aschenbahn und Anlagen für Leichtathletik-Wettkämpfe bestand. Außerhalb von Dresden betrieben Mitglieder des Vereins Wintersport wie Skispringen, Alpinski und Bobfahren. Die Mitgliederzahl wuchs in den 1920er Jahren auf 700 an.
Zu den bekannten Mitgliedern des Sportvereins zählten Richard Bayer, Erik von Frenckell, Luitwin Maria von Boch-Galhau , Willy van Delden, Friedrich Merck, Karl Merck, Hanns Voith, Hellmuth Wortmann und Reinhold Woeste.
Während des Zweiten Weltkriegs kam der Sportbetrieb zum Erliegen und der ASV wurde 1945 aufgelöst. Die ASV-Sportanlage am Zelleschen Weg wurde bei einem Bombenangriff am 17. April 1945 zerstört. Auf dem ehemaligen Gelände des ASV steht heute der Andreas-Schubert-Bau der TU Dresden sowie ein Bürogebäude, das unter anderem das Institut für Sächsische Geschichte und Volkskunde, eine Mensa des Studentenwerks sowie eine Bereichsbibliothek der Sächsischen Landes- und Universitätsbibliothek beherbergt.
Ehemalige Mitglieder des ASVs gründeten in der Nachkriegszeit den ASV München als Nachfolgeverein, der sich in der Tradition des Dresdner Studentensportvereins sieht. Unabhängig davon entstand 1949 die HSG Wissenschaft TH Dresden als Hochschulsportgemeinschaft der Technischen Hochschule Dresden, nach der Wende dann unter dem Namen USV TU Dresden.

## Abteilungen

### Hockey

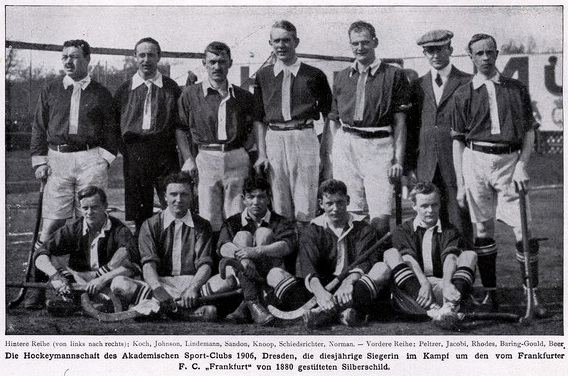
Die ASC-Mannschaft nach Gewinn des Silberschilds (1908)

Der Hockeymannschaft des 1906 neu gegründeten Akademischen Sportclubs 1906 bestand zum großen Teil aus Engländern, die in Dresden lebten und vor 1906 noch gegen den „ASC“ erste Spiele bestritten hatten. Am 8. Februar 1906 berichtete die Zeitschrift „Sport im Wort“ über das erste offizielle Feldhockeyspiel im Königreich Sachsen: „Am letzten Sonnabend wurde in Dresden auf dem Sportplatz an der Nossener Brücke ein Hockeymatch zwischen einer englischen Mannschaft und einer von Studierenden der Königlich Sächsischen Technischen Hochschule zu Dresden aufgestellten Mannschaft (des ASC Dresden) ausgefochten. Sieger blieben die Engländer mit 4:2 Toren.“

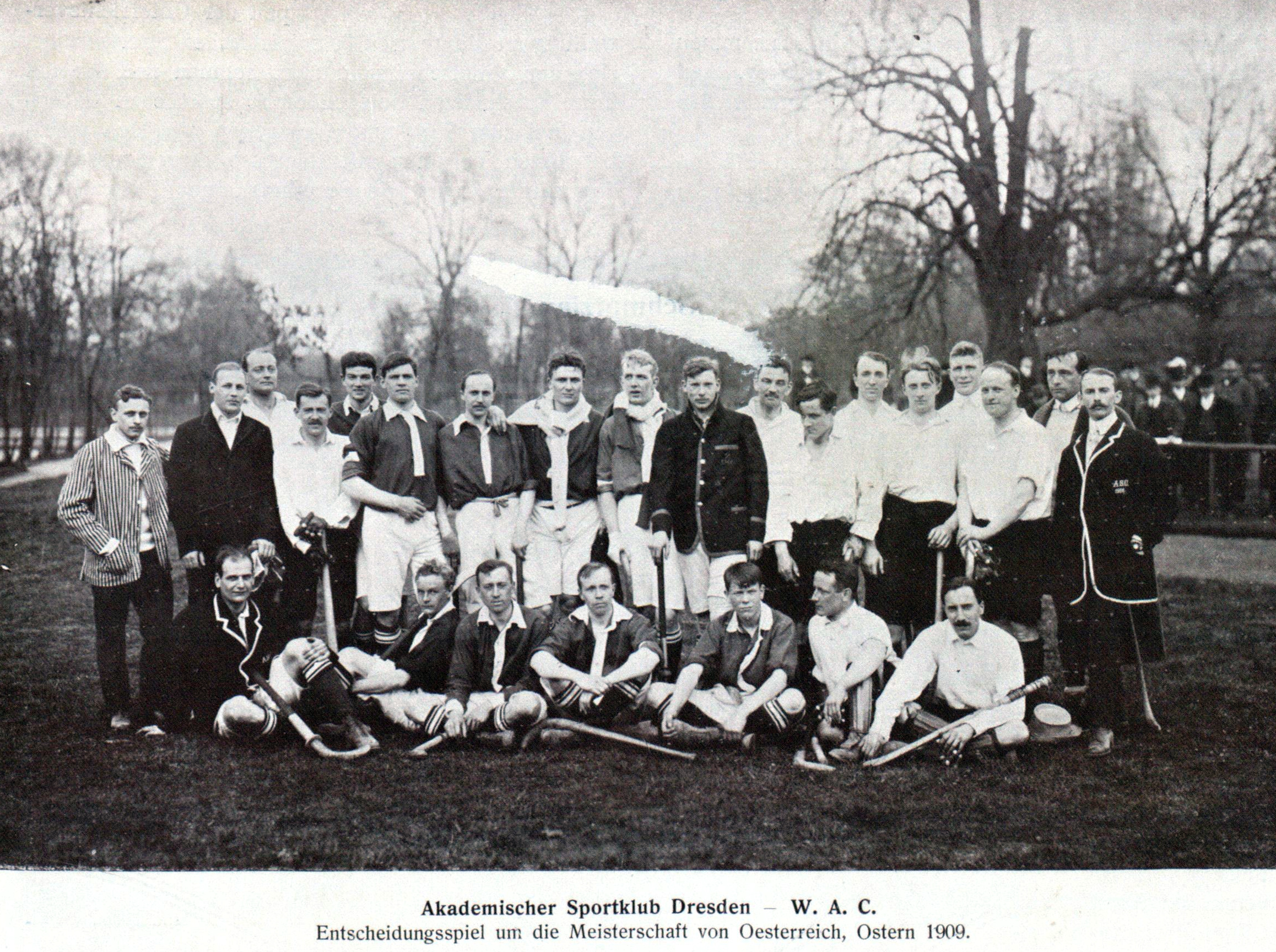
Im Spiel gegen den Wiener AC gewann der ASC Dresden 1909 die österreichische Meisterschaft

Erste Spiel des Leipziger SC gegen den ASC im März 1908. Das war das erste Match zwischen zwei sächsischen Mannschaften, dabei unterlag das Team der Dresdner daheim dem Leipziger Sportclub 1:5 (1:2). Zu Ostern 1908 schlugen die Herren des ASC Dresden im Endspiel um den „Silberschild“ in Frankfurt am Main den SC Frankfurt 1880 mit 3:2 (1:1) und errangen damit die wichtigste Trophäe dieser Zeit, vergleichbar mit der heutigen deutschen Meisterschaft. Es gelang der Mannschaft des ASC, diesen Wanderpokal ein Dreivierteljahr lang gegen den Berliner HC, Uhlenhorster HC und FC Frankfurt 1880 zu verteidigen.
Im April 1909 reiste die Mannschaft des ASC Dresden nach Wien und schlug den Wiener AC mit 6:1. Damit gewann der ASC die damals vom WAC ausgetragene österreichische Meisterschaft. 1910 gewann der ASC abermals die österreichische Meisterschaft.
Im März 1910 spielte die neu gegründete Damenmannschaft des Leipziger SC ihr erstes Spiel gegen die Damen des ASC Dresden. Die „Leipziger Neueste Nachrichten“ berichtet am 11. März 1910: „Das erste Damen-Hockeyspiel in Leipzig. Die Damen-Hockey-Abteilung des Leipziger Sportklubs wird am morgigen Sonnabend nachmittags um Viertel-4-Uhr auf dem Leipziger Sportplatze gegen die Damen-Hockey-Abteilung des Akademischen Sport-Klubs Dresden ihr erstes Spiel austragen. ... Der Akademische Sport-Klub Dresden hat schon bedeutend früher die Damen-Hockey-Abteilung ins Leben gerufen, die Spielstärke der Damen aus der sächsischen Residenz wird deshalb auch eine größere sein.“ Zu Ostern 1912 reiste die Hockeymannschaft des akademischen Sportvereins abermals nach Wien zu den sogenannten Osterwettspielen, dabei spielte der ASV auf dem Sportplatz am Prater zweimal gegen den WAC.
Bis zum Zweiten Weltkrieg gehörte der ASV neben dem Dresdner SC sowohl im Herren-, als auch im Damenbereich zu den stärksten Hockeyclubs der Stadt. Nach dem Weltkrieg wurden einige ehemalige Mitglieder des ASV, die noch die grün-weiße Spielkleidung des ASV trugen, in die Hockey-Sektion der BSG Lokomotive aufgenommen.

### Eishockey und Bandy
Beim Akademischen SC 1906 wurde neben Feldhockey (Landhockey) im Winter auch Bandy gespielt. Die ersten belegten Bandyspiele des Studentenklubs fanden im Januar und Februar 1907 statt. Das Dresdner Team bestand damals aus Erich Dannenfelser im Tor und den Feldspielern Ove Collett (Norweger), Lindemann, Risch, Koch, A. Jacobi und Bär. Gegner der Dresdner waren die Deutsche Eishockey Gesellschaft Prag (Bubentsch) und der Sportklub Ruch Prag.
| 27. Januar 1907 | Akademischer SC Dresden Jacobi (7) | 9:2 (4:1, 5:1) Spielbericht | DEHG Bubentsch | Dresden |

| 16. Februar 1907 15:30 Uhr | SK Ruch Prag | 5:9 (3:6, 2:3) Spielbericht | Akademischer SC Dresden | Schützeninsel, Prag |

| 17. Februar 1907 15:30 Uhr | DEHG Bubentsch | 3:3 (0:0, 3:3) Spielbericht | Akademischer SC Dresden | Schützeninsel, Prag |

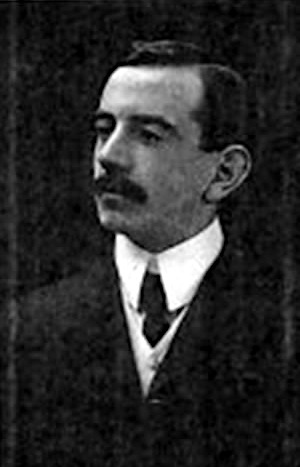
Charles Hartley prägte den frühen Eishockeysport in Deutschland

Charles Hartley, ein kanadischer Zahnarzt und leidenschaftlicher Eishockeyspieler kam im April 1906 nach Dresden, wurde (später) Assistenzzahnarzt am sächsischen Königshof von Friedrich August III. und später am Hof von Wilhelm II. In seiner Freizeit spielte er für den Akademischen Sportclub 1906 Dresden. Doch statt Eishockey spielte der ASC damals Bandy, also mit Ball statt Puck, elf Feldspielern und einer Eisfläche in der Größe eines Fußballfeldes. Am meisten zeigte sich Hartley über die Bandyregeln verwundert, unter anderem war es damals verboten, den Ball wie einen Puck am Schläger zu führen und den Schläger mit beiden Händen zu halten. Etwa 1907 bat Hartley einen Freund aus Toronto, ihm Eishockeyschläger und Pucks zu schicken, um seine Teamkollegen damit auszurüsten. In den nächsten Jahren baute Hartley das Eishockeyspiel in Deutschland mit auf, indem er mit dem ASC Dresden bei verschiedenen Eishockey-Turnieren antrat. Ab etwa 1910 spielte er parallel zum ASC Dresden auch bei internationalen Auftritten des Berliner Schlittschuhclubs mit.
Im Januar 1908 spielte Hartley mit dem ASC 1906 gegen den Leipziger SC und verlor mit 6:18. Dresden spielte mit folgender Aufstellung: Koch (Tor), Ove Collett in der Verteidigung, Otto Lindemann (li. Halbfeld) und Gerhard Tavel (re. Halbfeld) sowie Baer (li.), Charles Hartley und Jakobi im Sturm. Wenige Wochen war der Eishockeyverein Podol Prag zu einem Spiel in Dresden, bei dem der ASC mit folgender Mannschaft antrat: Mannschaft: G. Greene, A. Jakobi, Charles Hartley, Gerhard Tavel, Lindemann, Ove Collett, Freinhell.
| 1. Februar 1909 | Akademischer SC Dresden Charles Hartley (11) | 15:4 (8:2, 7:2) | Eishockeyverein Podol Prag | Palaisteich, Dresden |

Ende Februar des gleichen Jahres reiste der ASC 1906 nach Prag zum Rückspiel gegen Podol und für ein Match gegen die Deutsche Eishockey Gesellschaft. Im Tor stand damals Albert Marquard, als Feldspieler waren Ove Collett, Gerhard Tavel, Lindemann, Green, Jacobi und Charles Hartley dabei. Im Spiel gegen die DEHG erzielte Hartley alle sieben Tore für den ASC.
| 21. Februar 1909 | Eishockeyverein Podol Prag | 1:13 (0:6, 1:7) | Akademischer Sport-Club Dresden | Schützeninsel, Prag |

| 21. Februar 1909 15:15 Uhr | Deutsche Eishockey Gesellschaft Prag | 6:7 (2:6, 4:1) | Akademischer Sport-Club Dresden Charles Hartley (11) | Belvedere (DFC Platz), Prag |

| Der ASC 1906 beim Internationalen Eishockeyturnier Berlin 1909                                                                 |
| --- |
| Stürmer: Robert Tikkanen, Charles Hartley, G. Green Rover: Gerhard Tavel, Jacobi Abwehr: Ove Collett Torhüter: Albert Marquard |

Der Verein nahm 1909 und 1910 am Internationalen Eishockeyturnier in Berlin, dem ersten Eishockeyturnier auf deutschem Boden, teil. Bei der Austragung im März 1909 besiegte der ASC im Finalspiel den Brüsseler Eishockeyclub mit 5:3 nach Verlängerung und gewann das Turnier.
| 6. März 1909 abends | Akademischer SC 1906 Dresden | 5:3 n. V. (2:0, 0:2, 1:1, 2:0) Spielbericht | Brussels Ice Hockey Club | Eispalast, Berlin |

Im folgenden Jahr unterlag der Club im Halbfinale mit 4:5 nach Verlängerung gegen den Club des Patineurs de Paris.
| 11. Februar 1910 | Akademischer SC 1906 Dresden Robert Tikkanen (2) Dietrich Charles Hartley | 4:5 n. V. (3:2, 1:2, 0:1) Spielbericht | Club des Patineurs de Paris Alfred de Rauch A. J. MacDonald Robert Masson Alfred de Rauch A. J. MacDonald | Eispalast, Berlin |

Im Januar 1911 stand die Bandymannschaft in Berlin den Oxford Canadians gegenüber und unterlagen mit 2:15. Im Januar 1912 reisten die Mitglieder der Mannschaft nach Budapest und bestritten zwei (Bandy-)Partien gegen den Budapester Eislaufverein. Die Mannschaft bestand damals aus Albert Marquard im Tor, dem Verteidiger Wilhelm Hoffmann, in der Deckung spielten M. Pappia und Alfred Erlach sowie im Sturm Gerhard Tavel (Schweizer), Charles Hartley und Herbert Lechla. Ein Jahr später reiste die Mannschaft erneut nach Budapest und verlor das Spiel gegen den Budapester EV mit 2:6. Im Jahr 1912 gehörte der ASV zudem zu den Favoriten auf die erstmals ausgetragene deutsche Meisterschaft, trat aber nicht an. Mit dem Abgang von Hartley nach Berlin verschwand die Eishockey- und Bandymannschaft des ASV von der Bildfläche.

### Tennis

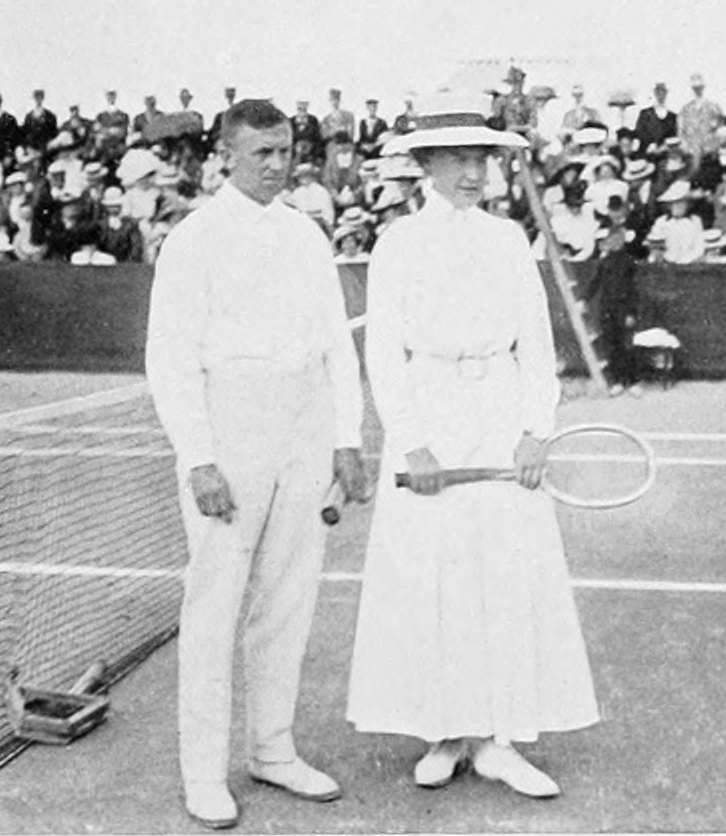
Dorothea Köring und Heinrich Schomburgk (1912)

Dora Köring gewann zusammen mit dem Leipziger Heinrich Schomburgk bei den Olympischen Spielen 1912 in Stockholm die Goldmedaille im Mixed. Im Einzel unterlag sie im Endspiel der Französin Marguerite Broquedis in drei Sätzen und gewann somit die Silbermedaille. Zudem wurde sie 1912 und 1913 deutsche Tennis-Meisterin.
Robert Spies nahm ebenfalls an den Olympischen Spielen 1912 teil und startete in der Einzel- und Doppelkonkurrenz. Dabei erreichte er im Einzel die zweite Runde, mit Luis Heyden im Doppel unterlag er im Viertelfinale. Zudem war Spies im Jahr 1912 wie Köring deutscher Meister.

### Leichtathletik

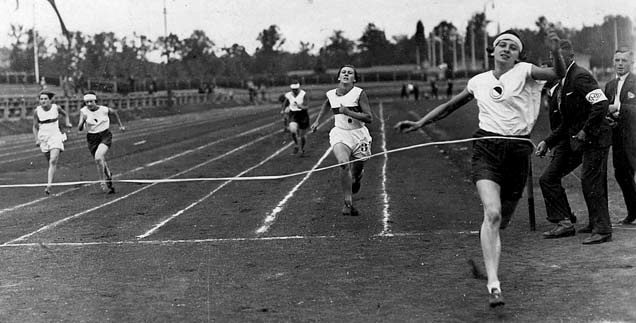
Jutta Treitschke (re.) vertrat den ASV bei den Hochschulmeisterschaften 1929

Der Berliner Wilhelm Tarnogrocki kam aus Studiengründen nach Dresden zum Akademischen Sportverein Dresden. Neben Otto Peltzer, Müller und Hermann Engelhard war Tarnogrocki über 800 Meter der vierte deutsche Teilnehmer an den IX. Olympischen Spielen 1928 in Amsterdam. Dort belegte er im Vorlauf Platz vier und schied aus. Bei den Deutschen Meisterschaften 1928 stand er als Zweiter hinter Engelhard auf dem Siegerpodest, dies blieb seine einzige Einzelmedaille bei Deutschen Meisterschaften. Bis etwa 1932 nahm er weiter an deutschen Meisterschaften teil.
Bei den deutschen Meisterschaften 1925 gewann die für den ASV startende Elaine Gütschow (geb. Kindermann) den 100-Meter-Lauf. Ein Jahr später, bei den deutschen Meisterschaften 1926, wurde Gütschow Dritte im 100-Meter-Lauf und ebenfalls Dritte im Dreikampf.